# Concerto pour piano no 2 de Chostakovitch
Pour un article plus général, voir Concerto pour piano.
Pour les articles homonymes, voir Concerto pour piano (homonymie).
Le Concerto pour piano no 2 en fa majeur (op. 102) est une œuvre orchestrale composée par Dmitri Chostakovitch en 1957. Plus connu que le premier concerto pour piano et trompette, c'est une des œuvres les plus populaires du compositeur, peut-être par le caractère très entraînant des mouvements rapides, et sa facilité d'accès relativement à beaucoup d'autres œuvres qu'il a composées.

## Historique
Cette œuvre est composée par Dmitri Chostakovitch pour le dix-neuvième anniversaire de son fils Maxime Chostakovitch qui la créera pour ses examens au Conservatoire de Moscou.
Chostakovitch considérait ce concerto comme d'importance bien moindre par rapport à ses symphonies. Dans une lettre qu'il écrit à Edison Denisov en février 1957, à peine une semaine après l'avoir terminé, le compositeur affirmait qu'il n'y avait « définitivement aucun mérite artistique ». Il n'est pas exclu qu'il ait ainsi cherché à devancer la critique, ayant lui-même été plusieurs fois victime de la censure.

## Structure
Il est composé de trois mouvements :
1. Allegro
2. Andante
3. Allegro (attaca)

L'exécution du concerto dure environ 20 minutes.

## Discographie sélective
Malgré le peu de considération que le compositeur disait accorder à ce concerto, il l'exécuta lui-même de nombreuses fois avec le premier concerto à un tempo rapide, ce qui est moins le cas des enregistrements modernes.
Le propre fils de Maxime, Dmitri Maximovitch Chostakovitch, l'interprète également, son père à la direction du I Musici de Montréal, avec la même vivacité que son célèbre grand-père.
- Dmitri Chostakovitch au piano et André Cluytens dirigeant l'Orchestre National de la Radiodiffusion française, 1958, chez EMI.
- Leonard Bernstein au piano et à la direction de l'Orchestre philharmonique de New York, 1962, chez CBS Records.
- Dmitri Alexeïev avec Jerzy Maksymiuk dirigeant l'English Chamber Orchestra.
- Maxime Chostakovitch et l'Orchestre symphonique de la Chapelle de l'État russe dirigé par Maxime Chostakovitch
- Maxime Chostakovitch et l'orchestre de chambre I Musici de Montréal dirigé par Maxime Chostakovitch (1984)
- Alexandre Melnikov et le Mahler Chamber Orchestra dirigé par  Teodor Currentzis, 2012, chez Harmonia Mundi.
- Le premier mouvement est joué dans le film Fantasia 2000 par Yefim Bronfman pour la musique illustrant l'histoire du Stoïque Soldat de plomb de Hans Christian Andersen. Il a également enregistré les deux concertos avec le Los Angeles Philharmonic orchestra.